# Santa Rosa de Sucumbíos
Santa Rosa de Sucumbíos, també anomenat Santa Rosa de Yanamaru, és un municipi equatorià de la província de Sucumbíos.

## Història

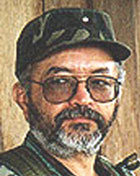
Raúl Reyes

Va saltar a la premsa mundial per ser el lloc on va morir el comandant guerriller de les FARC Luis Edgar Devia Silva, àlies Raúl Reyes, a mans de les Forces Aèries de Colòmbia.
L'1 de març de 2008, el govern colombià, mitjançant el seu ministre de defensa, Juan Manuel Santos, confirmà la mort de Raúl Reyes, membre del secretariat de les FARC en territori equatorià.
També es va informar de la mort de 20 persones més, entre elles tres estudiants mexicans de la UNAM, en tasques d'investigació.